# Nước mắt kim cương
Nước mắt kim cương (tiếng Hàn: 다이아몬드의 눈물; Romaja: Daiahmundeuwi Neunmul) là một bộ phim truyền hình Hàn Quốc 2005 với sự tham gia của diễn viên Yoon Hae-Young. Phim được chiếu trên SBS vào mỗi thứ sáu lúc 21:55 gồm 21 tập 
Tại Việt Nam, phim từng được TVM Corp. mua bản quyền và phát sóng trên kênh HTV3.

## Phân vai
Nhân vật chính
- Yoon Hae-Young - Son In-Ha
- Kim Seong-Min - Choi Hyeong-Min
- Lee Jae-Hwang - Moon Lee-Seok
- Hong Eun-Hee - Jin Ka-Hee

Nhân vật phụ
- Lee Seon-Jin - Heo Hyeon-Ja
- Park In-Hwan - Jin Sang-Jin
- Yang Geum-Seok - Madam Moon
- Seo Seung-Hyun - Kim Soo-Bin
- Park Jung-Soo - In Ha
- Ahn Jae-Hwan - Kim Cheol-Jong
- Choi Jong-Hwan
- Shin Chung-Sik